# Rybovské sedlo
Rybovské sedlo, někdy nazývané též Sedlo Krížnej, je rozsáhlé travnaté sedlo na východním výběžku kríženského masivu ve Velké Fatře v nadmořské výšce 1317 m. Reliéfem nevýrazné sedlo se nachází v závěru Suché doliny a nad osadou Rybô, podle níž je pojmenováno.

## Turismus
Sedlem prochází Cesta hrdinů SNP z Krížné do sedla Velký Šturec, na kterou se zde připojuje stezka z Liptovské Revúce.

## Přístup
- Po  značce z Liptovské Revúce
- Po  značce z Krížné
- Po  značce ze sedla Veľký Šturec